# Симфония № 7 (Пендерецкий)
Семь врат Иерусалима — оратория (вокальная симфония) Кшиштофа Пендерецкого, известная также как Симфония № 7.
Симфония написана для пяти солистов-вокалистов, чтеца, трех хоров и симфонического оркестра. В основе сочинения — латинские тексты из Ветхого Завета.
Число 7 является символическим. В симфонии семь частей. Интересно, что седьмой номер симфония получила несмотря на то, что Пендерецкий написал симфонию № 6 после.
Произведение написано по заказу мэрии Иерусалима в 1997 году — к 3000-летию города.
Среди инструментов, задействованных в сочинении — огромный тубафон, сконструированный при участии самого композитора.

## Структура
1. Magnus Dominus et laudabilis nimus (текст — Псалом 48)
2. Si oblitus fuero tui, Jerusalem (текст — Псалом 137)
3. De Profundis (текст — Псалом 130)
4. Si oblitus fuero tui, Jerusalem (текст — Псалом 137)
5. Lauda Jerusalem (текст — Псалом 147)
6. Facta es super me manus Domini (текст — из Книги Иезекииля)
7. Haec dicit Dominus (текст — из Книги Иезекииля и Книги Даниила).

## Исполнения и записи
Произведение «Семь врат Иерусалима» впервые исполнено 9 января 1997 года Симфоническим оркестром Баварского Радио под управлением Лорина Маазеля.
В России произведение впервые исполнено в 2001 году в Санкт-Петербурге под управлением автора. В 2003 году Национальным филармоническим оркестром России под управлением автора произведение было впервые исполнено в Москве.
Симфония записана на CD Антонием Витом, Казимежем Кордом.